# FBI: International
FBI: International è una serie televisiva statunitense ideata da Dick Wolf e Derek Haas, prodotta dal 2021 al 2025.
È il secondo spin-off della serie FBI e viene trasmessa sul canale statunitense CBS dal 21 settembre 2021. In Italia viene trasmessa in chiaro su Rai 2 dall'8 gennaio 2022. Lo show fa parte del franchise The FBIs.

## Trama
La serie segue gli agenti d'élite dell'International Fly Team dell'FBI con sede a Budapest, incaricati di localizzare e neutralizzare le minacce contro gli americani, ovunque si trovino.

## Episodi
| Stagione         | Episodi | Prima TV USA | Prima TV Italia |
| ---------------- | ------- | ------------ | --------------- |
| Prima stagione   | 21      | 2021-2022    | 2022-2023       |
| Seconda stagione | 22      | 2022-2023    | 2023-2024       |
| Terza stagione   | 13      | 2024         | 2024            |
| Quarta stagione  | 22      | 2024-2025    | 2025            |

## Personaggi e interpreti
- Scott Forrester (stagioni 1-3), interpretato da Luke Kleintank e doppiato in italiano da Edoardo Stoppacciaro. Agente speciale dell'FBI e capo dell'International Fly Team.
- Jamie Kellet (stagioni 1-3), interpretata da Heida Reed e doppiata in italiano da Ughetta d'Onorascenzo. Agente speciale dell'FBI e seconda in comando della squadra.
- Andre Raines (stagioni 1-4), interpretato da Carter Redwood e doppiato in italiano da Manuel Meli. Agente speciale dell'FBI con esperienza in contabilità.
- Cameron Vo (stagioni 1-4), interpretata da Vinessa Vidotto e doppiata in italiano da Chiara Oliviero. Agente speciale dell'FBI, si è laureata a West Point ed è il nuovo membro della squadra.
- Katrin Jaeger (stagione 1; guest 2,4), interpretata da Christiane Paul e doppiata in italiano da Chiara Colizzi. Agente dell'Europol che funge da collegamento per la squadra.
- Megan Garretson (stagioni 2-4), interpretata da Eva-Jane Willis e doppiata in italiano da Eleonora Reti. Agente dell'Europol e vecchia conoscenza di Forrester assegnata per sostituire Jaeger.
- Damian Powell (stagioni 2-3), interpretato da Greg Hovanessian e doppiato in italiano da Raffaele Carpentieri. Agente speciale dell'FBI.
- Amanda Tate (stagioni 3-4), interpretata da Christina Wolfe e doppiata in italiano da Veronica Puccio. Agente speciale dell'FBI.
- Wesley Mitchell (stagione 4), interpretato da Jesse Lee Soffer e doppiato in italiano da Emanuele Ruzza. Ex agente del dipartimento di polizia di Los Angeles, ora agente speciale dell'FBI e nuovo capo dell'International Fly Team dopo la partenza di Forrester.
- Tank (stagioni 1-4), interpretato da Green e Bendegúz. Uno Schnauzer addestrato a Schutzhund e un cane da cadavere in pensione che obbedisce ai comandi di Scott Forrester.

## Produzione

### Sviluppo
Il 18 febbraio 2021 è stato annunciato che un secondo spin-off della serie televisiva FBI era in sviluppo e si sarebbe intitolato FBI: International. Derek Haas è stato annunciato come showrunner della serie. Il 24 marzo 2021, la CBS ha ordinato la serie per la stagione televisiva 2021-22. È stato anche annunciato che la serie avrebbe debuttato in un episodio crossover di FBI e FBI: Most Wanted, con l'aggiunta di Rick Eid come produttore esecutivo. La serie ha debuttato il 21 settembre 2021. A marzo 2025 la serie è stata cancellata dopo quattro stagioni per il calo di ascolti.

### Casting
Nel luglio 2021, Luke Kleintank, Heida Reed, Vinessa Vidotto, Christiane Paul e Carter Redwood entrano nel cast principale.
Il 14 luglio 2022, Eva-Jane Willis entra a far parte del cast principale dopo l'uscita dalla serie di Christiane Paul.
Nel giugno 2024 viene annunciato che dalla quarta stagione, al posto di Luke Kleintank, che ha lasciato la serie per restare più vicino alla propria famiglia, entererà Jesse Lee Soffer, che aveva già lavorato per dieci stagioni con Dick Wolf in Chicago P.D.. Soffer interpreterà il ruolo dell'agente Wesley Mitchell che si unirà alla squadra.